# Сборная Гондураса по футболу
Сборная Гондураса по футболу (исп. Selección de fútbol de Honduras) — команда, представляющая Гондурас на международных футбольных турнирах и матчах. Управляющая организация — Национальная автономная федерация футбола Гондураса. Член ФИФА с 1951 года. Наивысшее достижение в рейтинге ФИФА было в сентябре 2001 года, когда сборная поднялась на 20-е место в мире.

## История
Первый матч сборная Гондураса провела в 1921 году и была разгромлена Гватемалой 1:10. Длительное время Гондурас не мог похвастаться большими успехами, ограничиваясь локальными удачами, такими, как победа над слабой сборной Никарагуа в 1946 году со счётом 13:0. Начиная с 1960-х годов уровень и интерес к футболу в стране медленно, но верно стал расти.
Проигрыш сборной Гондураса от сборной Сальвадора в 1969 году в полуфинале отборочного этапа чемпионата мира по футболу, явился одним из непосредственных поводов к футбольной войне — вооружённому конфликту между этими странами.
Первый «Золотой период» в истории сборной Гондураса пришёлся на начало 1980-х годов. Гондурас был выбран местом проведения чемпионата КОНКАКАФ для сборных (ныне именуемый Золотой кубок КОНКАКАФ). Гондурасцы блестяще провели турнир, обыграв все сборные, занявшие в таблице места ниже 4-го (4:0 — Гаити, 2:0 — Куба, 2:1 — Канада), сыграв вничью 0:0 с двумя призёрами турнира — Сальвадором и Мексикой — стали победителями турнира, впервые в своей истории.
Поскольку чемпионат КОНКАКАФ 1981 года был одновременно отборочным турниром к чемпионату мира 1982 года, Гондурас отправился (вместе со вторым призёром Сальвадором) защищать честь Северной, Центральной Америки и стран Карибского бассейна в Испанию. Команда достойно провела турнир, хотя и не смогла выйти из группы — были добыты ничьи с хозяевами турнира и Северной Ирландией (по 1:1), но минимальное поражение от Югославии (0:1) не позволило Гондурасу выйти в следующий раунд.
В 1985 и 1991 годах Гондурас дважды занимал 2-е место в Золотом кубке КОНКАКАФ.
В 2001 году Гондурас пригласили в последний момент для участия в Кубке Америки, прошедшем в Колумбии. Гондурасцы в четвертьфинале сенсационно обыграли сборную Бразилии, а в матче за 3-е место обыграли Уругвай. Таким образом, Гондурас занял призовое 3-е место в своём единственном участии в одном из самых престижнейших футбольных турниров мира. Впоследствии Гондурас признавался одной из самых быстро прогрессирующих футбольных наций мира по версиям журнала «World Soccer», МФФИИС и ФИФА.
В 2009 году сборная Гондураса заняла 3-е место в финальной отборочной группе КОНКАКАФ и во второй раз в своей истории участвовала в финальной стадии чемпионата мира по футболу 2010 в ЮАР, где взяла только одно очко, сыграв вничью со Швейцарией (0:0). Две оставшихся встречи с Чили и Испанией «катра́чос» проиграли и заняли последнее место в группе, не забив ни одного мяча.
В 2019 году сборная установила уникальное достижение. На Золотом кубке КОНКАКАФ Гондурас занял последнее место в своей группе, но при этом забил больше чем остальные команды в группе, он забил 6 мячей. В то время Ямайка забила 4 гола (1 место), Кюрасао — 2 мяча (2 место), а Сальвадор (3 место) поразил ворота соперников лишь единожды.

## Состав сборной
Следующие игроки были вызваны в состав сборной главным тренером Эрнаном Дарио Гомесом для участия в матчах отборочного турнира чемпионата мира 2022 против сборной Канады (27 января 2022), сборной Сальвадора (30 января 2022) и сборной США (2 февраля 2022).
Игры и голы приведены по состоянию на 16 января 2022 года:
|  | Вр  | Луис Лопес        | 13 сентября 1993 (31 год) | 44  | 0  | Реал Эспанья Сан-Педро-Сула |  |  |
|  | Вр  | Эдрик Менхивар    | 1 марта 1993 (32 года)    | 3   | 0  | Олимпия Тегусигальпа        |  |  |
|  | Вр  | Роберто Лопес     | 23 апреля 1993 (32 года)  | 0   | 0  | Вида                        |  |  |
|  |     |                   |                           |     |    |                             |  |  |
|  | Защ | Майнор Фигероа    | 2 мая 1983 (42 года)      | 179 | 5  | Свободный агент             |  |  |
|  | Защ | Диего Родригес    | 5 ноября 1995 (29 лет)    | 14  | 1  | Мотагуа                     |  |  |
|  | Защ | Дениль Мальдонадо | 26 мая 1998 (27 лет)      | 10  | 0  | Мотагуа                     |  |  |
|  | Защ | Альянс Варгас     | 26 мая 1998 (27 лет)      | 7   | 0  | Марафон                     |  |  |
|  | Защ | Рауль Сантос      | 2 августа 1992 (32 года)  | 5   | 0  | Мотагуа                     |  |  |
|  | Защ | Франклин Флорес   | 18 мая 1996 (29 лет)      | 4   | 0  | Реал Эспанья Сан-Педро-Сула |  |  |
|  | Защ | Омар Эльвир       | 28 сентября 1989 (35 лет) | 4   | 0  | Мотагуа                     |  |  |
|  | Защ | Висдом Куэй       | 8 апреля 1998 (27 лет)    | 0   | 0  | Реал Эспанья Сан-Педро-Сула |  |  |
|  | Защ | Деврон Гарсия     | 17 февраля 1996 (29 лет)  | 0   | 0  | Реал Эспанья Сан-Педро-Сула |  |  |
|  |     |                   |                           |     |    |                             |  |  |
|  | ПЗ  | Брайан Акоста     | 24 ноября 1993 (31 год)   | 56  | 2  | Колорадо Рэпидз             |  |  |
|  | ПЗ  | Альфредо Мехия    | 3 апреля 1990 (35 лет)    | 51  | 1  | Левадиакос                  |  |  |
|  | ПЗ  | Эдвин Родригес    | 25 сентября 1999 (25 лет) | 13  | 1  | Олимпия Тегусигальпа        |  |  |
|  | ПЗ  | Кервин Арриага    | 5 января 1998 (27 лет)    | 11  | 1  | Марафон                     |  |  |
|  | ПЗ  | Хорхе Альварес    | 28 января 1998 (27 лет)   | 9   | 1  | Олимпия Тегусигальпа        |  |  |
|  | ПЗ  | Кевин Лопес       | 3 февраля 1996 (29 лет)   | 4   | 0  | Комуникасьонес              |  |  |
|  | ПЗ  | Иван Лопес        | 5 октября 1990 (34 года)  | 3   | 0  | Мотагуа                     |  |  |
|  | ПЗ  | Кристиан Саказа   | 18 августа 1998 (26 лет)  | 0   | 0  | Гондурас Прогресо           |  |  |
|  |     |                   |                           |     |    |                             |  |  |
|  | Нап | Ромель Киото      | 9 сентября 1991 (33 года) | 54  | 12 | Монреаль                    |  |  |
|  | Нап | Альберт Элис      | 16 февраля 1996 (29 лет)  | 53  | 12 | Бордо                       |  |  |
|  | Нап | Антони Лосано     | 25 апреля 1993 (32 года)  | 38  | 9  | Кадис                       |  |  |
|  | Нап | Брайан Мойя       | 19 октября 1993 (31 год)  | 15  | 4  | Олимпия Тегусигальпа        |  |  |
|  | Нап | Хонатан Торо      | 21 октября 1996 (28 лет)  | 14  | 3  | Академика Коимбра           |  |  |
|  | Нап | Брайан Рочес      | 1 января 1995 (30 лет)    | 14  | 0  | Насьонал Фуншал             |  |  |

## Участие в турнирах
| Чемпионат мира | Чемпионат мира         | Чемпионат мира         | Чемпионат мира         | Чемпионат мира         | Чемпионат мира         | Чемпионат мира         | Чемпионат мира         | Чемпионат мира         |
| Год            | Раунд                  | Место                  | И                      | В                      | Н                      | П                      | ГЗ                     | ГП                     |
| -------------- | ---------------------- | ---------------------- | ---------------------- | ---------------------- | ---------------------- | ---------------------- | ---------------------- | ---------------------- |
| 1930 по 1958   | Не участвовала         | Не участвовала         | Не участвовала         | Не участвовала         | Не участвовала         | Не участвовала         | Не участвовала         | Не участвовала         |
| 1962 по 1974   | Не прошла квалификацию | Не прошла квалификацию | Не прошла квалификацию | Не прошла квалификацию | Не прошла квалификацию | Не прошла квалификацию | Не прошла квалификацию | Не прошла квалификацию |
| 1978           | Отозвала заявку        | Отозвала заявку        | Отозвала заявку        | Отозвала заявку        | Отозвала заявку        | Отозвала заявку        | Отозвала заявку        | Отозвала заявку        |
| 1982           | Групповой этап         | 18-е                   | 3                      | 0                      | 2                      | 1                      | 2                      | 3                      |
| 1986 по 2006   | Не прошла квалификацию | Не прошла квалификацию | Не прошла квалификацию | Не прошла квалификацию | Не прошла квалификацию | Не прошла квалификацию | Не прошла квалификацию | Не прошла квалификацию |
| 2010           | Групповой этап         | 30-е                   | 3                      | 0                      | 1                      | 2                      | 0                      | 3                      |
| 2014           | Групповой этап         | 31-е                   | 3                      | 0                      | 0                      | 3                      | 1                      | 8                      |
| 2018           | Не прошла квалификацию | Не прошла квалификацию | Не прошла квалификацию | Не прошла квалификацию | Не прошла квалификацию | Не прошла квалификацию | Не прошла квалификацию | Не прошла квалификацию |
| 2022           | Не прошла квалификацию | Не прошла квалификацию | Не прошла квалификацию | Не прошла квалификацию | Не прошла квалификацию | Не прошла квалификацию | Не прошла квалификацию | Не прошла квалификацию |
| Всего          | 3/22                   | 18-е                   | 9                      | 0                      | 3                      | 6                      | 3                      | 14                     |

| 16 июня 1982 21:15 | \| Испания \| 1:1 \| Гондурас \| | Луис Касанова, Валенсия Зрителей: 49 562 Судья: Итурральде |
| Испания            | 1:1                              | Гондурас                                                   |

| 21 июня 1982 21:15 | \| Гондурас \| 1:1 \| Северная Ирландия \| | Ла-Ромареда, Сарагоса Зрителей: 15 000 Судья: Чан Там Сун |
| Гондурас           | 1:1                                        | Северная Ирландия                                         |

| 24 июня 1982 21:15 | \| Гондурас \| 0:1 \| Югославия \| | Ла-Ромареда, Сарагоса Зрителей: 25 000 Судья: Кастро |
| Гондурас           | 0:1                                | Югославия                                            |

| 16 июня 2010 13:30 | \| Гондурас \| 0:1 \| Чили \| | Мбомбела, Нелспрейт Зрителей: 32 664 Судья: Эдди Мейле |
| Гондурас           | 0:1                           | Чили                                                   |

| 21 июня 2010 20:30 | \| Испания \| 2:0 \| Гондурас \| | Эллис Парк, Йоханнесбург Зрителей: 54 386 Судья: Юити Нисимура |
| Испания            | 2:0                              | Гондурас                                                       |

| 25 июня 2010 20:30 | \| Швейцария \| 0:0 \| Гондурас \| | Фри-Стейт, Блумфонтейн Зрителей: 28 042 Судья: Эктор Балдасси |
| Швейцария          | 0:0                                | Гондурас                                                      |

| 15 июня 2014 16:00 | \| Франция \| 3:0 \| Гондурас \| | Бейра-Рио, Порту-Алегри Зрителей: 43 012 Судья: Сандро Риччи |
| Франция            | 3:0                              | Гондурас                                                     |

| 20 июня 2014 19:00 | \| Гондурас \| 1:2 \| Эквадор \| | Арена Байшада, Куритиба Зрителей: 39 224 Судья: Бенджамин Уильямс |
| Гондурас           | 1:2                              | Эквадор                                                           |

| 25 июня 2014 16:00 | \| Гондурас \| 0:3 \| Швейцария \| | Амазония, Манаус Зрителей: 40 322 Судья: Нестор Питана |
| Гондурас           | 0:3                                | Швейцария                                              |

| Золотой кубок КОНКАКАФ - 1991 — 2-е место - 1993 — групповой этап - 1996 — групповой этап - 1998 — групповой этап - 2000 — четвертьфинал - 2002 — не прошла квалификацию - 2003 — групповой этап - 2005 — полуфинал - 2007 — четвертьфинал - 2009 — полуфинал - 2011 — полуфинал - 2013 — полуфинал - 2015 — групповой этап - 2017 — четвертьфинал - 2019 — групповой этап - 2021 — четвертьфинал - 2023 — групповой этап - 2025 — 3-е место Центральноамериканский кубок - 1991 — 2-е место - 1993 — чемпион - 1995 — чемпион - 1997 — 4-е место - 1999 — 3-е место - 2001 — групповой этап - 2003 — 4-е место - 2005 — 2-е место - 2007 — 5-е место - 2009 — 3-е место - 2011 — чемпион - 2013 — 2-е место - 2014 — 5-е место - 2017 — чемпион |

## Титулы и достижения
- Чемпионат наций КОНКАКАФ: 1981
- Бронзовый призёр Кубка Америки: 2001
- Участник финальных стадий чемпионатов мира (3): 1982, 2010, 2014
- Центральноамериканский кубок (3): 1993, 1995, 2011

## Форма

### Домашняя
| ЧМ-1982    | 2005—2007 | 2007—2009 | 2009—2010 | 2010—2011 · ЧМ-2010 | КОНКАКАФ 2013 | 2014—2015 · ЧМ-2014 | КОНКАКАФ 2017 | КОНКАКАФ 2019 | КОНКАКАФ 2021 | КОНКАКАФ 2023 |
| 2024—н. в. |           |           |           |                     |               |                     |               |               |               |               |

### Гостевая
| 2005—2007 | 2007—2009 | 2009—2010 | 2010—2011 | КОНКАКАФ 2013 | 2014—2015 | КОНКАКАФ 2017 | КОНКАКАФ 2019 | КОНКАКАФ 2021 | КОНКАКАФ 2023 | 2024—н. в. |

### Резервная
| 2009—2010 | 2010—2011 · ЧМ-2010 | КОНКАКАФ 2017 | КОНКАКАФ 2019 | КОНКАКАФ 2023 | 2024—н. в. |

Источники:,